# Liste von Ziegeleimuseen
Die Liste von Ziegeleimuseen führt Museen auf, die sich mit der Darstellung der Geschichte der Ziegeleiwirtschaft befassen. Die Liste stellt keine vollständige Auflistung dar.

## Australien
- Melbourne's Living Museum of the West in Maribyrnong, Victoria[1]

## Belgien
- Ecomuseum en Archif van de Boomse Baksteen in Boom/Antwerpen[2]
- Museum Rupelklei in Rumst[3]
- Steenbakkerijmuseum van de Rupelstreek in Rumst[3]

## Dänemark

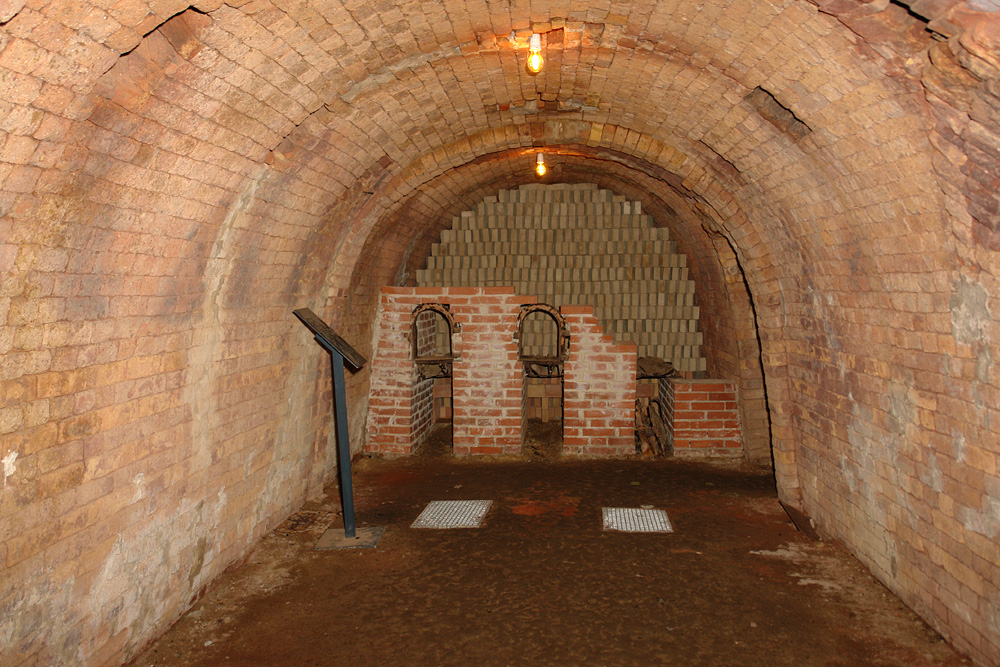
Ringofen-Brennkammer von 1892 im Ziegeleimuseum Cathrinesminde

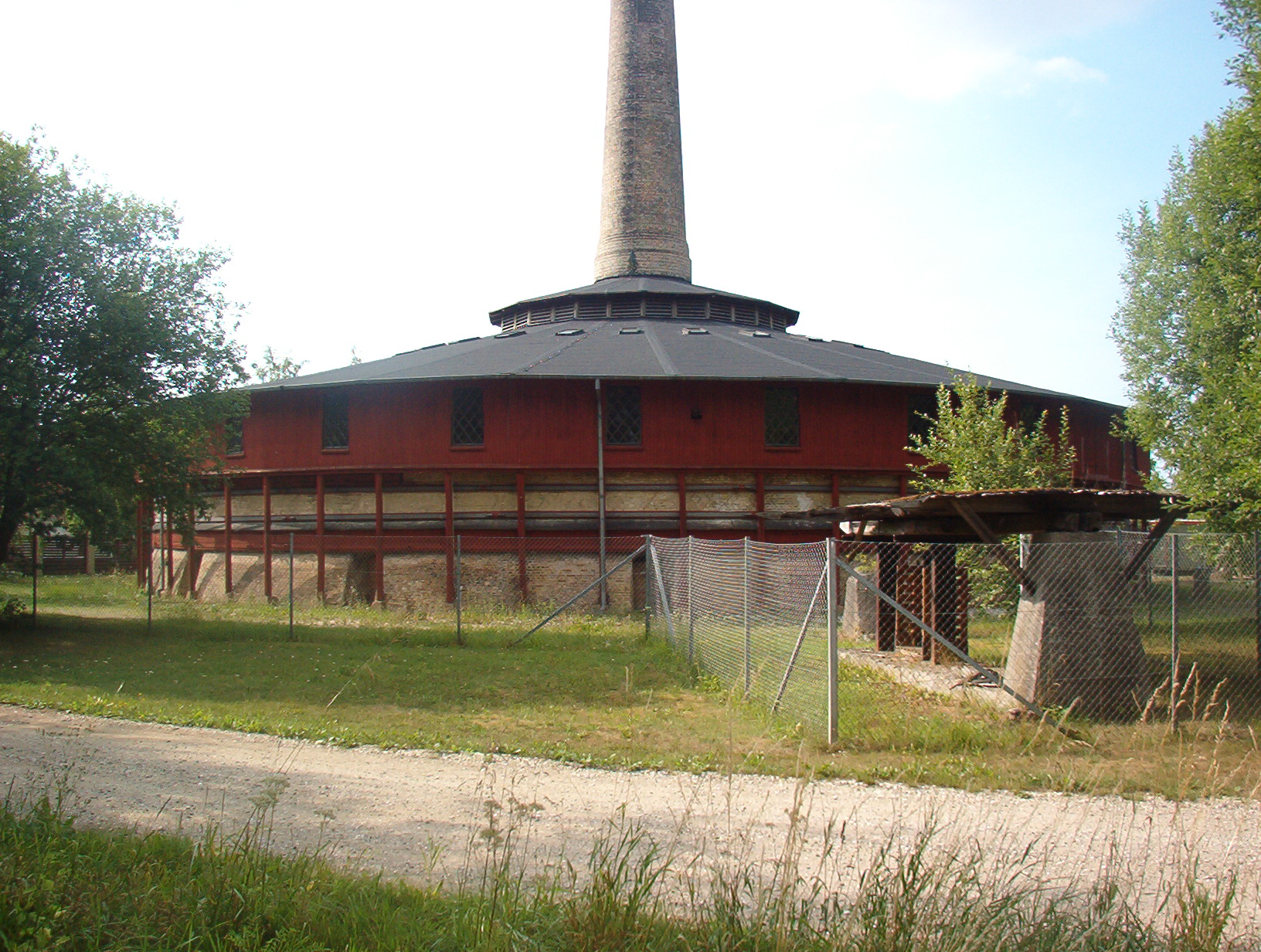
Der älteste Ringofen der Welt in Nivå (Dänemark)

- Ziegeleimuseum Cathrinesminde bei Broager[4]
- Nivaagaard Teglværks Ringovn in Nivå[5]
- Den Fynske Landsby in Odense[3]
- Lilleskov Teglværk in Tommerup auf Fünen[6]
- Teglværksmuseet på Folkeuniversitetscentret Skærum Mølle in Vemb[7]

## Deutschland (nach Bundesländern)
Baden-Württemberg

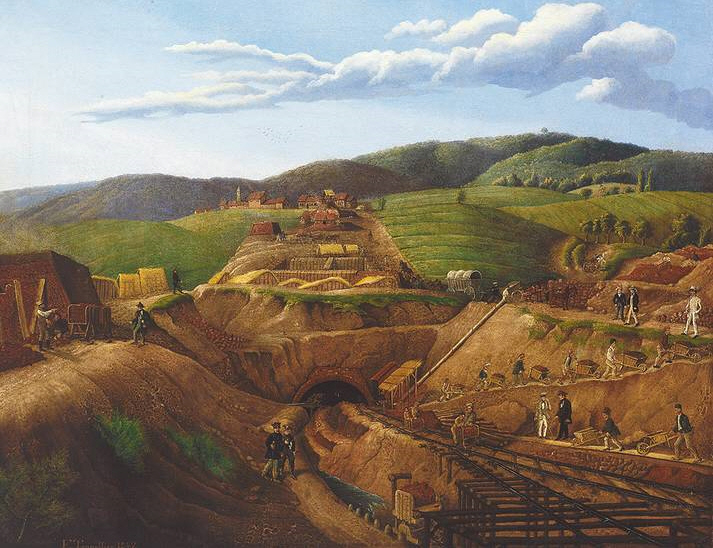
Ziegelfabrik von 1847

- Odenwälder Freilandmuseum in Walldürn-Gottersdorf[8]
- Ziegelmuseum (Bad Herrenalb)

Bayern
- Ziegel- und Kalkmuseum Flintsbach in Flintsbach[9]

Brandenburg
- Ziegeleimuseum Glindow in Glindow[10]
- Ziegeleimuseum Mildenberg in Mildenberg[11]

Hessen
- Hessisches Ziegeleimuseum Oberkaufungen in Oberkaufungen[12]

Niedersachsen
- Ziegelei-Museum Gut Daren in Bakum[13]
- Ziegeleimuseum Midlum in Midlum[14]
- Ziegelei Pape in Bevern[15]
- Ziegeleimuseum der OLFRY-Ziegelwerke in Vechta[16]
- Museum Alte Ziegelei Westerholt in Wardenburg[17]
- Ehemalige Ziegelei Stölting in Wempenmoor[18]

Nordrhein-Westfalen
- Ziegeleimuseum Lage (römischer Ziegelofen) in Lage[19]
- Ziegelei Siegeroth in Lünen[20]
- Ziegelei Eusterbrock in Rheda-Wiedenbrück[7]
- Westfälisches Industriemuseum Zeche Nachtigall in Witten[21]
- Ziegelmuseum in mehreren Gebäuden auf dem Museumsgelände Museum Bislich in Wesel-Bislich

Mecklenburg-Vorpommern
- Ziegelei Benzin in Benzin[22]

Rheinland-Pfalz
- Ziegeleimuseum Sondernheim in Sondernheim[23]
- Ziegeleimuseum Jockgrim in Jockgrim[24]
- Alte Ziegelei in Mainz-Bretzenheim[25]

Sachsen
- Alte Ziegelei in Niederwürschnitz[26]
- Ziegelei Erbs in Pegau[27]

Sachsen-Anhalt
- Ziegelei Hundisburg in Haldensleben-Hundisburg[28]
- Ziegelei und Gipshütten Westeregeln in Westeregeln[29]

## Frankreich
- Musée de la Tuilerie de l’Auxois in Grignon
- Maison du Potier in Le Fuilet[30][31]
- La Maison de la Terre Cuite in Les Rairies[32]
- Musée national des Arts et Metiers in Paris[33]
- Musée Chintreuil de Pont de Vaux in Pont-de-Vaux[30]
- Maison de la Brique de Basse-Normandie in Saint-Martin-d’Aubigny[30]
- La Tuilerie de Varennes Saint Sauveur in Varennes Saint Sauveur[30]

## Griechenland
- Tile and Brickworks Tsalapatas in Volos[34]

## Großbritannien
- Amberley Museum in Amberley[33]
- Somerset Brick & Tile Museum in Bridgwater[35]
- Dunaskin Open Air Museum in East Ayrshire[34]
- Bursledon Brickworks Trust in Swanwick[33]

## Italien
- Museo del Patrimonio Industriale in Bologna[34]
- Museo del Mattone in Forlì[34]
- Museo dell´Arte Serica e Laterizia in Malo[36]

## Niederlande
- Het Centrum voor Industriell en Mobiel Erfgoed in Amsterdam[36]
- Steenfabriek Hijkema in Delfzijl[37]
- Industrion in Kerkrade[36]
- Ziegeleimuseum de Panoven in Zevenaar[36][38]

## Österreich
- Wiener Ziegelmuseum in Wien[39]
- Original Wiener Ringofenmuseum
- Ziegelmuseum Ziersdorf, Ziersdorf, Niederösterreich[40]

## Russland
- Ziegelbibliothek, Rostow am Don[41]

## Schweden
- Bjersunds Tegelbruk Museum bei Malmö[42]
- Gunnarps Tegelbruk in Tjörnarp (Schonen)[42]
- Heby Tegelbruks Museum westlich von Uppsala[43]
- Almviks Tegelbrukmuseum in Västervik Kalmar län[44]

## Schweiz
- Stiftung Ziegelei-Museum Cham in Cham, Kanton Zug[45]
- Kunsthalle Ziegelhütte in Appenzell, Kanton Appenzell Innerrhoden[46]
- Freilichtmuseum Ballenberg, Gebäudegruppe Ziegelei von 1763 aus Péry Kanton Bern[47]

## Ungarn
- Museum der ungarischen Bauindustrie in Veszprém[48]

## USA

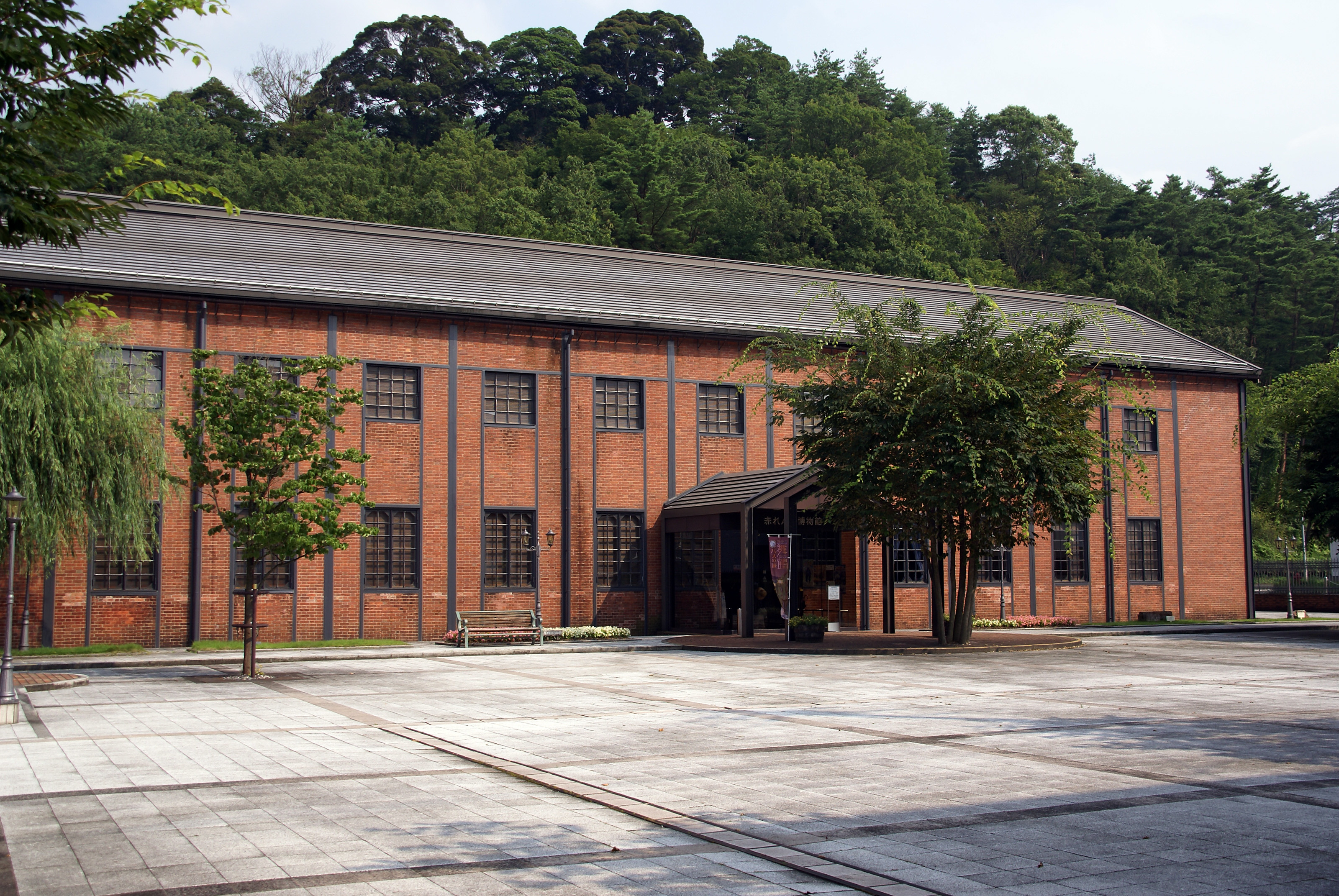
Red Brick Museum, Wisconsin

- Brick Museum in Haverstraw, New York[49]
- Red Brick Museum in Mukwonago, Wisconsin[50]